# Penguin (album)
Pour les articles homonymes, voir Penguin.
Albums de Fleetwood Mac
Bare Trees
(1972) Mystery to Me
(1973)
Penguin est le septième album studio du groupe britannique Fleetwood Mac, sorti en 1973. Il marque l'arrivée de Bob Weston et Dave Walker au sein de la formation. Peter Green joue le solo de guitare sur une chanson à titre de musicien invité. 

## Liste des titres

### Face 1
1. Remember Me (Christine McVie) – 2:41
2. Bright Fire (Bob Welch) – 4:31
3. Dissatisfied (C. McVie) – 3:41
4. (I'm a) Road Runner (Brian Holland, Lamont Dozier, Edward Holland Jr.) – 4:52

### Face 2
1. The Derelict (Dave Walker) – 2:43
2. Revelation (Welch) – 4:55
3. Did You Ever Love Me (C. McVie, Welch) – 3:39
4. Night Watch (Welch) – 6:09
5. Caught in the Rain (Bob Weston) – 2:35

## Musiciens

### Fleetwood Mac
- Bob Welch : guitare, basse sur (6), chant
- Bob Weston : guitare slide (1), guitare solo, banjo et harmonica sur (5), chœurs (7)
- Christine McVie : claviers, chant
- Dave Walker : chant (4, 5), harmonica (4)
- John McVie : basse sauf sur (6)
- Mick Fleetwood : batterie, percussions

### Musiciens supplémentaires
- Steve Nye : orgue (8)
- Ralph Richardson : tambours d'acier (steel drum) sur (7)
- Russell Valdez : tambours d'acier (steel drum) sur (7)
- Fred Totesant : tambours d'acier (steel drum) sur (7)
- Peter Green : guitare solo additionnelle sur (8)